# Кан-Гранде
Пик Кан-Гранде (Pico Cão Grande с порт. — «Пик огромной собаки») представляет собой наиболее примечательный острый пик-некк Сан-Томе и Принсипи. Пик находится на юге острова Сан-Томе в национальном парке Обо к западу от поселка Клотильде, к северо-западу от поселка Вилла Ирен и к северу от поселка Монте-Марио. Пик резко поднимается на высоту более 370 м над окрестностями, общая высота его составляет 668 м над уровнем моря.
Часть горы сформирована магмой, выходившей из жерла активного вулкана. Вулканический горный хребет, частью которого была когда-то гора, теперь полностью разрушился. По высоте гора находится на 37-м месте из всех гор Сан-Томе и на 42-м в списке гор Сан-Томе и Принсипи.
Впервые восхождение на гору было совершено в 1975 году португальскими альпинистами.